# Griselles (Loiret)
Griselles – miejscowość i gmina we Francji, w Regionie Centralnym, w departamencie Loiret.
Według danych na rok 1990 gminę zamieszkiwały 532 osoby, a gęstość zaludnienia wynosiła 18 osób/km² (wśród 1842 gmin Centre, Griselles plasuje się na 658. miejscu pod względem liczby ludności, natomiast pod względem powierzchni na miejscu 350.).